# Maracaibo (município)
Maracaibo é um município da Venezuela localizado no estado de Zulia.
A capital do município é a cidade de Maracaibo.